# Belgian Framboises
Belgian Framboises is een Belgisch bier van hoge gisting. Het is een fruitbier op basis van een witbier.
Het bier wordt sinds 2004 gebrouwen in Brouwerij Lefebvre te Quenast, het derde fruitbier van hun reeks. Het is een roodkleurig zoet bier met een alcoholpercentage van 3,5%. De eerste fruitbieren Belgian Kriek en Belgian Pêches werden in 2003 op de markt gebracht.